# Доминиканская война за независимость
Доминиканская война за независимость (1844—1856) (исп. Independencia de la República Dominicana) — вооруженный конфликт между провозгласившей свою независимость Доминиканской Республикой и Республикой Гаити, стремившейся сохранить контроль над своей бывшей территорией.

## Начало борьбы

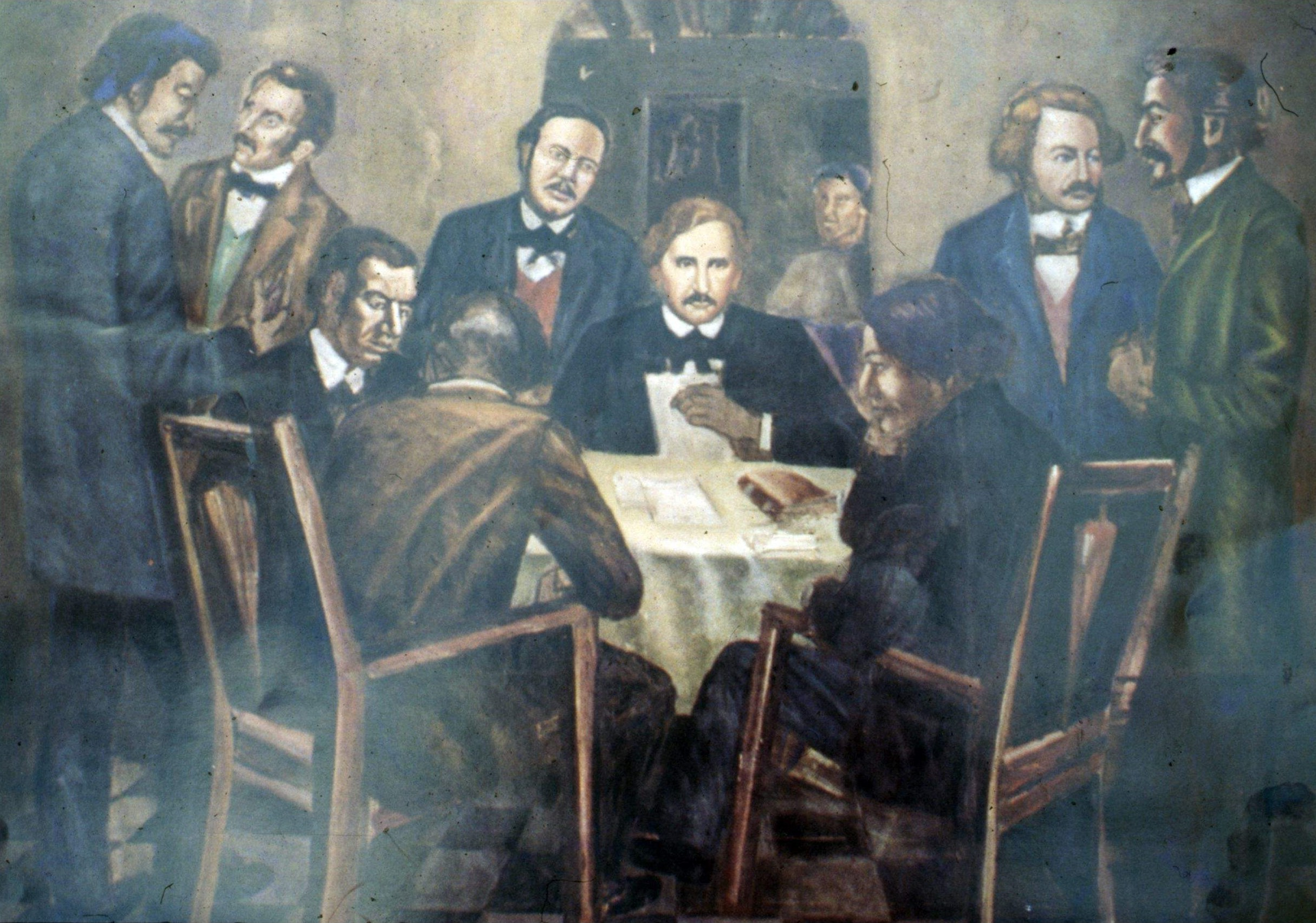
Тайное собрание тринитариев.

В течение 22 лет, с 1821 года, предшествовавших обретению независимости, весь остров Эспаньола находился под властью Гаити. В 1838 году Хуан Пабло Дуарте основал движение сопротивления под названием Ла-Тринитария («Троица»). Оно было названо так потому, что его первоначальные девять членов организовались в ячейки по три человека. В группу быстро пришло множество новобранцев, но ее обнаружили и заставили сменить название на La Filantrópica («Филантроп»). Тринитарии завоевали поддержку двух гаитянских полков, укомплектованных доминиканцами. Генерал Шарль Эрар, свергнувший верховного лидера Жана-Пьера Буайеа во время гаитянской революции 1843 года и ставший новым президентом Республики Гаити, заключил в тюрьму некоторых тринитариев и вынудил Дуарте покинуть остров. Дуарте искал поддержки в Колумбии и Венесуэле, но безуспешно.

## Провозглашение независимости
В декабре 1843 года повстанцы предложили Дуарте вернуться, поскольку решили действовать и боялись, что гаитяне узнали об их планах восстания. Когда Дуарте не вернулся к февралю из-за болезни, повстанцы все равно решили действовать под руководством Франсиско дель Росарио Санчеса, Рамона Матиаса Мельи и Педро Сантаны, богатого скотовода из Эль-Сейбо, который командовал частной армией пеонов, работавших в его имениях. 26 февраля 1844 года около 100 доминиканцев захватили крепость Пуэрта-дель-Конде в городе Санто-Доминго, а на следующий день гаитянский гарнизон сдался. Отделение от Гаити было провозглашено утром 27 февраля 1844 года, после выстрела из трабуко (огнестрельного оружия), произведенного Мельей, и поднятия доминиканского флага. Окончание гаитянской оккупации приветствовали жители города, которые заполонили улицы. Мелья возглавил временную правящую хунту новой Доминиканской Республики. 14 марта Дуарте наконец вернулся после выздоровления и был торжественно встречен доминиканцами. Население новой республики составляло примерно 5200 белых, 135 000 мулатов и 34 000 чернокожих.
Эрар, чтобы положить конец восстанию, вторгся на территорию Доминиканской Республики во главе 30-тысячной армии, разделенной на три колонны по 10 000 солдат в каждой. 19 марта 1844 года доминиканцы под командованием генерала Педро Сантаны разгромили гаитян в сражении при Асуа, а затем 30 марта нанесли на севере им новое поражение при Сантьяго. Гаитяне были вынуждены отступить. 15 апреля 1844 года гаитянский флот потерпел сильное поражение в бою при Тортугеро, потеряв все три корабля, участвовавших в столкновении. В результате этих последовательных поражений гаитянцев Эрар был свергнут 3 мая, что привело к временной приостановке военных операций. В это же время лидеры доминиканцев поссорились, и 12 июля войска Сантаны захватили Санто-Доминго и провозгласили его правителем Доминиканской Республики. В результате тринитарии были отстранены от власти.

## Отражение гаитянских вторжений
В июне 1845 года доминиканцы перенесли войну на территорию Гаити и захватили городок Качиман, но в июле были отброшены. В свою очередь Жан-Луи Пьеро, очередной гаитянский президент, в августе начал новое наступление, но в результате трёхмесячных боёв его армия снова потерпела поражение. Активно действовал доминиканский флот, который в нескольких боях разбил противника и блокировал гаитянский порт Кап-Аитьен. Когда Пьеро приказал своим войскам снова выступить против доминиканцев, 27 февраля гаитянская армия подняла мятеж и свергла его. Война стала крайне непопулярной на Гаити, и преемник Пьеро не смог организовать новое вторжение.
В марте 1849 года гаитянский президент Фаустин Сулук начал свою кампанию против Доминиканской Республики во главе армии из 18 000 солдат и захватил Лас-Матас и Асуа. Президент республики Мануэль Хименес оказался бессильным остановить вторжение гаитян и должен был принять решение конгресса республики призвать генералов Педро Сантану и Антонио Дуверже для борьбы с вражеской армией. Генерал Дюверже разбил гаитян в битве при Эль-Нумеро, а три дня спустя Педро Сантана выиграл битву при Лас-Каррерас. В ноябре — декабре доминиканский флот провёл две операции у берегов Гаити, обстрелял и сжёг прибрежные посёлки Пти-Ривьер и Дам-Мари.
В 1851 году при посредничестве Великобритании, Франции и США было заключено перемирие, но в конце 1854 года островные страны снова находились в состоянии войны. В ноябре 1855 года Сулук, провозгласивший себя императором Фаустином I и надеясь расширить свою империю, включив в нее Доминиканскую Республику, снова вторгся на территорию своего соседа с 30 000 солдат, разделенных на три колонны, сея ужас и сжигая все на своем пути. Гаитяне снова были разбиты в сражениях при Сантоме, Камбронале и в генеральной битве при Сабана-Ларге, где 24 января 1856 года около 7000 доминиканцев разбили 9000 гаитян после восьмичасового боя, дошедшего до рукопашной схватки. Этот доминиканский триумф принес генералу Педро Сантане признание сената Доминиканской Республики.
Доминиканские войска смогли отразить еще одно гаитянское вторжение в 1859 году, но только в 1867 году, Гаити, наконец, признало независимость Доминиканской Республики. Границы республики окончательно были оформлены только в 1936 году.